# بيت صياد (القفر)

تعديل مصدري - تعديل

بيت صياد محلة تابعة لقرية هبران، التابعة لعزلة بني سيف العالي بمديرية القفر إحدى مديريات محافظة إب في الجمهورية اليمنية، بلغ تعداد سكانها 21 حسب تعداد اليمن لعام 2004.